# Grand Prix Formule 1 van Las Vegas 2023
De Grand Prix Formule 1 van Las Vegas 2023 werd verreden op 18 november op het Las Vegas Street Circuit in Las Vegas, Nevada. Het was de eenentwintigste race van het seizoen en tevens de elfhonderdste sinds het begin van de Formule 1 in 1950. De race verscheen voor het laatst op de Formule 1-kalender in 1982 en werd in 2023 op zaterdagavond (lokale tijd) in plaats van op zondag verreden.

## Vrije trainingen

### Uitslagen
- Enkel de top vijf wordt weergegeven.

| Vrije training 1 *1 | Pos. | Nr. | Coureur          | Constructeur               | Tijd     |
| ------------------- | ---- | --- | ---------------- | -------------------------- | -------- |
| Vrije training 1 *1 | 1    | 16  | Charles Leclerc  | Ferrari                    | 1:40.909 |
| Vrije training 1 *1 | 2    | 27  | Nico Hülkenberg  | Haas-Ferrari               | 1:43.446 |
| Vrije training 1 *1 | 3    | 20  | Kevin Magnussen  | Haas-Ferrari               | 1:44.261 |
| Vrije training 1 *1 | 4    | 1   | Max Verstappen   | Red Bull Racing-Honda RBPT | 1:44.397 |
| Vrije training 1 *1 | 5    | 31  | Esteban Ocon     | Alpine-Renault             | 1:45.365 |
| Vrije training 2 *2 | Pos. | Nr. | Coureur          | Constructeur               | Tijd     |
| Vrije training 2 *2 | 1    | 16  | Charles Leclerc  | Ferrari                    | 1:35.265 |
| Vrije training 2 *2 | 2    | 55  | Carlos Sainz jr. | Ferrari                    | 1:35.782 |
| Vrije training 2 *2 | 3    | 14  | Fernando Alonso  | Aston Martin-Mercedes      | 1:35.793 |
| Vrije training 2 *2 | 4    | 11  | Sergio Pérez     | Red Bull Racing-Honda RBPT | 1:36.085 |
| Vrije training 2 *2 | 5    | 77  | Valtteri Bottas  | Alfa Romeo-Ferrari         | 1:36.129 |
| Vrije training 3 *3 | Pos. | Nr. | Coureur          | Constructeur               | Tijd     |
| Vrije training 3 *3 | 1    | 63  | George Russell   | Mercedes                   | 1:34.093 |
| Vrije training 3 *3 | 2    | 81  | Oscar Piastri    | McLaren-Mercedes           | 1:34.491 |
| Vrije training 3 *3 | 3    | 2   | Logan Sargeant   | Williams-Mercedes          | 1:34.645 |
| Vrije training 3 *3 | 4    | 1   | Max Verstappen   | Red Bull Racing-Honda RBPT | 1:34.653 |
| Vrije training 3 *3 | 5    | 11  | Sergio Pérez     | Red Bull Racing-Honda RBPT | 1:34.706 |

*1 Vrije training 1 werd na ongeveer 10 minuten gestaakt na een incident met een losgeraakte putdeksel waardoor de onderkant van de auto van Carlos Sainz jr. flink beschadigd werd en hij zijn auto moest stilzetten op het circuit. De sessie werd niet hervat.

*2 Vrije training 2 startte met twee en een half uur vertraging (om 02:30 uur lokale tijd) naar aanleiding van bovengenoemd incident en werd verreden zonder publiek op de tribunes. De sessie werd met een half uur verlengd tot anderhalf uur.

*3 Vrije training 3 werd 5 minuten voor het einde afgevlagd nadat Alexander Albon in de muur was gereden.

## Kwalificatie
Charles Leclerc behaalde de drieëntwintigste pole position in zijn carrière.
| Pos.                   | Nr. | Coureur          | Constructeur               | Kwalificatietijden | Kwalificatietijden | Kwalificatietijden | Grid  |
| Pos.                   | Nr. | Coureur          | Constructeur               | Q1                 | Q2                 | Q3                 | Grid  |
| ---------------------- | --- | ---------------- | -------------------------- | ------------------ | ------------------ | ------------------ | ----- |
| 1                      | 16  | Charles Leclerc  | Ferrari                    | 1:33.617           | 1:32.775           | 1:32.726           | 1     |
| 2                      | 55  | Carlos Sainz jr. | Ferrari                    | 1:33.851           | 1:33.338           | 1:32.770           | 12 *1 |
| 3                      | 1   | Max Verstappen   | Red Bull Racing-Honda RBPT | 1:34.190           | 1:33.572           | 1:33.104           | 2     |
| 4                      | 63  | George Russell   | Mercedes                   | 1:34.137           | 1:33.351           | 1:33.112           | 3     |
| 5                      | 10  | Pierre Gasly     | Alpine-Renault             | 1:34.272           | 1:33.494           | 1:33.239           | 4     |
| 6                      | 23  | Alexander Albon  | Williams-Mercedes          | 1:34.634           | 1:33.588           | 1:33.323           | 5     |
| 7                      | 2   | Logan Sargeant   | Williams-Mercedes          | 1:34.525           | 1:33.733           | 1:33.513           | 6     |
| 8                      | 77  | Valtteri Bottas  | Alfa Romeo-Ferrari         | 1:34.305           | 1:33.809           | 1:33.525           | 7     |
| 9                      | 20  | Kevin Magnussen  | Haas-Ferrari               | 1:34.337           | 1:33.664           | 1:33.537           | 8     |
| 10                     | 14  | Fernando Alonso  | Aston Martin-Mercedes      | 1:34.422           | 1:33.617           | 1:33.555           | 9     |
| 11                     | 44  | Lewis Hamilton   | Mercedes                   | 1:34.307           | 1:33.837           |                    | 10    |
| 12                     | 11  | Sergio Pérez     | Red Bull Racing-Honda RBPT | 1:34.574           | 1:33.855           |                    | 11    |
| 13                     | 27  | Nico Hülkenberg  | Haas-Ferrari               | 1:34.265           | 1:33.979           |                    | 13    |
| 14                     | 18  | Lance Stroll     | Aston Martin-Mercedes      | 1:34.504           | 1:34.199           |                    | 19 *2 |
| 15                     | 3   | Daniel Ricciardo | AlphaTauri-Honda RBPT      | 1:34.683           | 1:34.308           |                    | 14    |
| 16                     | 4   | Lando Norris     | McLaren-Mercedes           | 1:34.703           |                    |                    | 15    |
| 17                     | 31  | Esteban Ocon     | Alpine-Renault             | 1:34.834           |                    |                    | 16    |
| 18                     | 24  | Zhou Guanyu      | Alfa Romeo-Ferrari         | 1:34.849           |                    |                    | 17    |
| 19                     | 81  | Oscar Piastri    | McLaren-Mercedes           | 1:34.850           |                    |                    | 18    |
| 20                     | 22  | Yuki Tsunoda     | AlphaTauri-Honda RBPT      | 1:36.447           |                    |                    | 20    |
| Q1 107% tijd: 1:40.170 |     |                  |                            |                    |                    |                    |       |

*1 Carlos Sainz jr. kreeg een gridstraf van tien plaatsen voor het vervangen van extra motoronderdelen.

*2 Lance Stroll kreeg een gridstraf van vijf plaatsen voor het inhalen onder gele vlag tijdens de derde vrije training.

## Wedstrijd
Max Verstappen behaalde de drieënvijftigste Grand Prix-overwinning in zijn carrière.
| Pos.               | Nr. | Coureur          | Constructeur               | Rondes | Tijd / Oorzaak Uitval | Grid | Punten |
| ------------------ | --- | ---------------- | -------------------------- | ------ | --------------------- | ---- | ------ |
| 1                  | 1   | Max Verstappen   | Red Bull Racing-Honda RBPT | 50     | 1:29:08.289           | 2    | 25     |
| 2                  | 16  | Charles Leclerc  | Ferrari                    | 50     | +2.070                | 1    | 18     |
| 3                  | 11  | Sergio Pérez     | Red Bull Racing-Honda RBPT | 50     | +2.241                | 11   | 15     |
| 4                  | 31  | Esteban Ocon     | Alpine-Renault             | 50     | +18.665               | 16   | 12     |
| 5                  | 18  | Lance Stroll     | Aston Martin-Mercedes      | 50     | +20.067               | 19   | 10     |
| 6                  | 55  | Carlos Sainz jr. | Ferrari                    | 50     | +20.834               | 12   | 8      |
| 7                  | 44  | Lewis Hamilton   | Mercedes                   | 50     | +21.755               | 10   | 6      |
| 8                  | 63  | George Russell   | Mercedes                   | 50     | +23.091 *1            | 3    | 4      |
| 9                  | 14  | Fernando Alonso  | Aston Martin-Mercedes      | 50     | +25.964               | 9    | 2      |
| 10                 | 81  | Oscar Piastri    | McLaren-Mercedes           | 50     | +29.496               | 18   | 2 S    |
| 11                 | 10  | Pierre Gasly     | Alpine-Renault             | 50     | +34.270               | 4    |        |
| 12                 | 23  | Alexander Albon  | Williams-Mercedes          | 50     | +43.398               | 5    |        |
| 13                 | 20  | Kevin Magnussen  | Haas-Ferrari               | 50     | +44.825               | 8    |        |
| 14                 | 3   | Daniel Ricciardo | AlphaTauri-Honda RBPT      | 50     | +48.525               | 14   |        |
| 15                 | 24  | Zhou Guanyu      | Alfa Romeo-Ferrari         | 50     | +50.162               | 17   |        |
| 16                 | 2   | Logan Sargeant   | Williams-Mercedes          | 50     | +50.882               | 6    |        |
| 17                 | 77  | Valtteri Bottas  | Alfa Romeo-Ferrari         | 50     | +1:25.350             | 7    |        |
| 18 †               | 22  | Yuki Tsunoda     | AlphaTauri-Honda RBPT      | 46     | Versnellingsbak       | 20   |        |
| 19 †               | 27  | Nico Hülkenberg  | Haas-Ferrari               | 45     | Mechaniek             | 13   |        |
| DNF                | 4   | Lando Norris     | McLaren-Mercedes           | 2      | Ongeluk               | 15   |        |
| Bron: formula1.com |     |                  |                            |        |                       |      |        |

S Oscar Piastri reed voor de tweede keer in zijn carrière een snelste ronde en behaalde hiermee een extra punt.

*1 George Russell eindigde de wedstrijd als vierde maar kreeg een tijdstraf van vijf seconden voor het veroorzaken van een botsing met Max Verstappen.

† Uitgevallen maar wel geklasseerd omdat er meer dan 90% van de race-afstand werd afgelegd.

## Tussenstanden wereldkampioenschap
Betreft tussenstanden voor het wereldkampioenschap na afloop van de race.

### Coureurs
| Pos. | Nr. | Coureur          | Constructeur               | Punten |
| ---- | --- | ---------------- | -------------------------- | ------ |
| 1    | 1   | Max Verstappen   | Red Bull Racing-Honda RBPT | 549    |
| 2    | 11  | Sergio Pérez     | Red Bull Racing-Honda RBPT | 273    |
| 3    | 44  | Lewis Hamilton   | Mercedes                   | 232    |
| 4    | 55  | Carlos Sainz jr. | Ferrari                    | 200    |
| 5    | 14  | Fernando Alonso  | Aston Martin-Mercedes      | 200    |
| 6    | 4   | Lando Norris     | McLaren-Mercedes           | 195    |
| 7    | 16  | Charles Leclerc  | Ferrari                    | 188    |
| 8    | 63  | George Russell   | Mercedes                   | 160    |
| 9    | 18  | Oscar Piastri    | McLaren-Mercedes           | 89     |
| 10   | 18  | Lance Stroll     | Aston Martin-Mercedes      | 73     |

### Constructeurs
| Pos. | Constructeur               | Punten |
| ---- | -------------------------- | ------ |
| 1    | Red Bull Racing-Honda RBPT | 822    |
| 2    | Mercedes                   | 392    |
| 3    | Ferrari                    | 388    |
| 4    | McLaren-Mercedes           | 284    |
| 5    | Aston Martin-Mercedes      | 273    |
| 6    | Alpine-Renault             | 120    |
| 7    | Williams-Mercedes          | 28     |
| 8    | AlphaTauri-Honda RBPT      | 21     |
| 9    | Alfa Romeo-Ferrari         | 16     |
| 10   | Haas-Ferrari               | 12     |